# Johann Carl Stadler
Johann Carl Stadler (1768 in Wien – nach 1812 in Hannover) war ein österreichischer Theaterschauspieler, Theaterintendant und Sänger.

## Leben
Stadler debütierte in Wien, war dann in Laibach und Triest engagiert, wo er mit großem Erfolg erste Liebhaberrollen spielte. 1787 kam er ans Theater an der Wien und erhielt 1789 einen Ruf ans Hofburgtheater, wo er zwei Jahre wirkte. Von 1791 bis 1792 war er in Pest und von 1792 bis 1793 in Prag engagiert. Aufgrund zunehmender Korpulenz musste er ins Väterfach wechseln. Von 1793 bis 1798 spielte er dieses Fach in Freistadt, wo er auch als Sänger auftrat.
Nachdem er dort eine Zeitlang die Direktion geführt hatte, wurde er Mitglied des Frankfurter Theaters, folgte 1799 einem Ruf nach Kassel und übernahm 1807 die Direktion des Bremer Stadttheaters, wo er seit 1803 verdienstlich gewirkt hatte. Stadler hielt es auch dort nicht lange aus, 1812 kam er nach Hannover, wo er auch starb.
Er war ein für die Kunst begeisterter Schauspieler, begabt und tüchtig und hätte es zu entschiedener Bedeutung gebracht, wenn er den Schauplatz seiner künstlerischen Tätigkeit nicht allzu häufig gewechselt hätte.